# Andrej Drukarov
Andrej Drukarov (Vilnius, 10 maggio 1999) è uno sciatore alpino lituano.

## Biografia
Cresciuto in Svizzera fra Blenio e Andermatt, ha imparato a sciare attorno agli 11 anni di età, sulle piste di Campo; è inquadrato nella Federazione sciistica della Svizzera, nella squadra B della Nazionale elvetica, ma gareggia con bandiera lituana. Attivo in gare FIS dal novembre del 2015, ha esordito ai Campionati mondiali a Sankt Moritz 2017, dove si è classificato 43º nello slalom gigante, e ai Giochi olimpici invernali a Pyeongchang 2018, piazzandosi 59º nello slalom gigante e 41º nello slalom speciale. L'anno dopo ai Mondiali di Åre 2019 è stato 47º nel supergigante, 41º nello slalom gigante e 43º nello slalom speciale.
Ha debuttato in Coppa Europa il 2 dicembre 2020 a Gurgl in slalom gigante, senza completare la prova, e ai successivi Mondiali di Cortina d'Ampezzo 2021 si è classificato 23º nello slalom gigante e non ha completato lo slalom speciale; sempre nel 2021 ha esordito in Coppa del Mondo, il 13 marzo a Kranjska Gora in slalom gigante senza completare la prova, e ai successivi XXIV Giochi olimpici invernali di Pechino 2022 non ha completato lo slalom gigante.
Alle Universiadi di Lake Placid 2023 ha vinto la medaglia d'argento nella combinata, terminando alle spalle dello spagnolo Albert Ortega, e ai Mondiali di Courchevel/Méribel 2023 non ha completato lo slalom gigante e non si è qualificato per la finale nel parallelo. Il 24 gennaio 2025 ha conquistato la prima vittoria, nonché primo podio, in Coppa Europa, a Turnau in slalom gigante.

## Palmarès

### Universiadi
- 1 medaglia:
  - 1 argento (combinata a Lake Placid 2023)

### Coppa del Mondo
- Miglior piazzamento in classifica generale: 123º nel 2024

### Coppa Europa
- Miglior piazzamento in classifica generale: 37º nel 2024
- 1 podio:
  - 1 vittoria

#### Coppa Europa - vittorie
| Data            | Località | Paese   | Specialità |
| --------------- | -------- | ------- | ---------- |
| 24 gennaio 2025 | Turnau   | Austria | GS         |

Legenda:

GS = slalom gigante

### Nor-Am Cup
- Miglior piazzamento in classifica generale: 21º nel 2023
- 2 podi:
  - 2 secondi posti

### Campionati lituani
- 6 medaglie:
  - 6 ori (slalom gigante, slalom speciale nel 2018; slalom gigante, slalom speciale nel 2020; slalom gigante, slalom speciale nel 2021)